# Velódromo de Mataró
El velódromo de Mataró es una instalación deportiva de Mataró. El velódromo, promovido por iniciativa de la Comisión Velódromo, fue diseñado por Lluís Gallifa Grenzner y fue inaugurado el 22 de junio de 1948, aunque ya se hacía uso desde 1946. Fue el tercer velódromo que acogía la ciudad, después del Paseo de la Giganta, de finales del siglo XIX y el del Camino de Mata de 1916. Ha acogido varias competiciones estatales e internacionales entre la década de 1940 y la década de 1960. Se encuentra en mal estado de conservación.
- Datos: Q23503604